# Halwart Schrader
Halwart Schrader (* 24. Februar 1935 in Braunschweig) ist ein deutscher Journalist, Automobilhistoriker, Autor und Publizist. Schrader gilt als Begründer der deutschsprachigen Oldtimer-Publizistik.

## Werdegang
Schrader lebte mit seiner Familie in seinen Kinderjahren in Braunschweig, Halberstadt, München und Berlin. In Berlin wurde er 1941 eingeschult. Er besuchte bis 1954 auch Schulen in Wernigerode und Kirchberg an der Jagst. Von 1954 bis 1957 besuchte Schrader die Meisterschule für das Kunsthandwerk in Berlin und studierte dort Gebrauchsgrafik und Kunstgeschichte.
Nach dem Abschluss seines Studiums lebte Schrader zwei Jahre auf einem Kutter in Hamburg, bevor er 1957 eine Anstellung als Werbeassistent im Verlag Augstein & Jahr (später Spiegel Verlag) bekam. Nach einem kurzzeitigen Studienaufenthalt 1959 in Frankreich wurde er 1960 Mitgründer der Werbeagentur F. W. Heye mit Geschäftsstellen in Oberursel, Düsseldorf und München. Im gleichen Jahr wurde er in München Chefredakteur der Auto-Union-/Audi-Kundenzeitschriften.  1961 wurde er zudem Chefredakteur des von ihm mitgegründeten BMW Journals. Von 1964 bis 1972 arbeitete Schrader parallel als Redakteur der Automobilsparte der Zeitschrift twen.
Zwischen 1965 und 1973 war er als Kommanditist im Schrader-Verlag in Unterhaching tätig. 1966/1967 betreute er auch das Marketing für den Fremdenverkehr in Griechenland.
Ab 1970 übersetzte er Kfz-Literatur für den Verlag Orell Füssli in Zürich. Als freier Mitarbeiter arbeitete Schrader ab 1972 zehn Jahre lang für die Auto Zeitung sowie ab 1973 als Vertragsautor für 16 Jahre beim BLV Verlag in München. Drei Jahre lang zwischen 1973 und 1976 verfasste er als freier Autor auch Artikel für die Zeitschrift ER und den deutschen Playboy.
Neben seiner Tätigkeit als Gesellschafter im Verlag Schrader & Partner GmbH in München von 1973 bis 1988 arbeitete Schrader von 1974 bis 1979 als Berater für EurotaxSchwacke. Von 1974 bis 1985 war er Herausgeber der Zeitschrift Automobil-Chronik.
1974 wurde er Mitglied im Antique Automobile Club of America (AACA) in den Vereinigten Staaten. Elf Jahre später war er eines der Gründungsmitglieder des Michael Sedgwick Memorial Trust in Beaulieu. Im gleichen Jahr trat er dem Verband der Motorjournalisten (VdM) bei und veröffentlichte ab 1986 als Herausgeber die Schrader Motor-Chronik. Von 1986 war Schrader als Redakteur des Oldtimer-Katalogs beim Heel Verlag in Königswinter tätig und wurde 1987 auch Vertragsautor für den Archiv Verlag. Für zwei Jahre war er zudem als Deutschland-Redakteur für Autos International in Paris tätig. 
1986 veröffentlichte er Die große Automobil-Enzyklopädie als ein Lexikon aller Automarken, in einer Auflage von etwa 100.000 Exemplaren.
1988 zog Schrader von München nach Hösseringen. Dort gründete er noch im selben Jahr den Schrader-Verlag und war für sieben Jahre als Gesellschafter in diesem aktiv. Ab 1992 schrieb Schrader für Auto Focus. 1995 wurde er Vertragsautor bei den Paul Pietsch Verlagen, zu der auch der Motorbuch-Verlag gehörte. Im gleichen Jahr wurde der Schrader-Verlag durch die Paul-Pietsch-Gruppe übernommen und das Verlagsprogramm schließlich 2004 in den Motorbuch-Verlag eingegliedert.
1997 wurde er in die Guild of Motoring Writers aufgenommen und war ein Jahr später Gründungsmitglied der Automobilhistorischen Gesellschaft (AHG). Ab 1999 arbeitete er an der Art of the Motorcycle der Guggenheim Collection mit und schrieb 2000 für The Beaulieu Encyclopaedia of the Automobile. Von 2000 bis 2003 war er Mitglied der Historischen Kommission der FIA.
2002 veröffentlichte Schrader sein erstes Buch in der Serie „Schrader-Auto-Chronik“. 2003 legte der Motorbuch-Verlag den Namen Schrader als Publikationsbezeichnung ab. 2004, im Jahr von Schraders Aufnahme in die Society of Automotive Historians, verlegte er seinen Dienstsitz nach Honfleur. Vier Jahre später kam er zurück nach Deutschland und lebt heute wieder in Hösseringen.

## Werke (Auswahl)
- Was, wenn: gute Tips für Autofahrer. Hrsg.: Texaco-Service-Stationen der DEA und TEXACO, Hamburg. Präsentverlag Peter, Gütersloh 1968, DNB 730521230 (154 S.).
- Seltene alte Automobile. Welsermühl, Wels 1978, ISBN 3-85339-150-8.
- Die grosse Automobil-Enzyklopädie, 100 Jahre Geschichte, 2500 Marken aus 65 Ländern. BLV, München 1985, ISBN 3-405-12974-5.[6]
- Mercedes-Benz-Silberpfeile, die legendären Rennwagen der Epoche 1934–1955. BLV, München 1987, ISBN 3-405-13380-7.
- Die besten Champagnerlagen, für Kenner und Genießer entdeckt. Hoffmann, Gerlingen 2005, ISBN 3-935834-18-7.
- Irland für Aussteiger, von Dublin bis Killarney, von der Dingle Bay bis Tipperary. Gentlemen's Digest, Berlin 2006, ISBN 3-939338-14-1.
- Südfrankreich für Aussteiger, von Carcassonne bis Les Issambres, von Sisteron bis Perpignan. Gentlemen's Digest, Berlin 2006, ISBN 3-939338-15-X.
- Oldtimer-Lexikon, Geschichte, Marken, Technik. Motorbuch, Stuttgart 2007, ISBN 978-3-613-02734-3.
- Motor Men. Menschen, Mythen und Motoren der Automobilgeschichte. Motorbuch, Stuttgart 2011, ISBN 978-3-613-03202-6.
- Bunty – Erinnerungen an einen Gentleman aus bester schottisch-irischer Familie. Monsenstein und Vannerdat, Münster 2014, ISBN 978-3-942153-24-9.
- Zusammen mit Volker Christian Manz: Alternativ mobil. Die Geschichte der E-Mobilität von 1891 bis morgen. Georg Olms Verlag, Hildesheim 2022, ISBN 978-3-487-08650-7.

## Auszeichnungen
- 1980: Kodak-Preis für Gestaltung des Buches BMW Automobile
- 1982: Kodak-Preis für Gestaltung des Buches Automobil Faszination
- 1988: McKean Award des AACA für das Buch Rolls-Royce Automobile
- 2000: Award of Distinction der Society of Automotive Historians für das Buch Deutsche Autos 1885–1920
- 2003: Award of Distinction, Society of Automotive Historians, USA
- 2005: Award of Distinction, Society of Automotive Historians, USA
- 2007: Auszeichnung durch den Motor-Presse-Club für Halwart Schraders Gesamtwerk
- 2011: Award of Distinction, Society of Automotive Historians, USA
- 2020: Verdienstorden der Bundesrepublik Deutschland

## Bemerkungen
1. 1 2 3 4  Jürgen Pander: Halwart Schrader: Der Doyen der deutschen Oldtimer-Presse wird 80. In: Der Spiegel. 24. Februar 2015, ISSN 2195-1349 (spiegel.de [abgerufen am 8. Juni 2023]).
2. ↑  „Mit der alten Karre kommste nicht weit …“ In: wipperau-kurier.de. Januar 2015, abgerufen am 8. Juni 2023: „Schrader wollte Grafiker werden und studierte daher Kunstgeschichte und Gebrauchsgrafik.“
3. ↑  „Mit der alten Karre kommste nicht weit …“ In: wipperau-kurier.de. Januar 2015, abgerufen am 8. Juni 2023.
4. ↑  Uwe Jantke: Paul Pietsch Verlage. In: motorbuch.de. Abgerufen am 1. September 2019.
5. ↑  Die AHG gibt auf ihrer Homepage jedoch den 22. November 1997 als Gründungsdatum an.
6. ↑  Mitautor neben Harald H. Linz

| Personendaten    | Personendaten                                                  |
| ---------------- | -------------------------------------------------------------- |
| NAME             | Schrader, Halwart                                              |
| KURZBESCHREIBUNG | deutscher Journalist, Automobilhistoriker, Autor und Publizist |
| GEBURTSDATUM     | 24. Februar 1935                                               |
| GEBURTSORT       | Braunschweig                                                   |